# أنطونيو جاكوبسن
أنطونيو جاكوبسن (بالدنماركية: Antonio Jacobsen)‏ هو رسام دنماركي، ولد في 2 نوفمبر 1850 في كوبنهاغن في الدنمارك، وتوفي في 2 فبراير 1921 في نيويورك في الولايات المتحدة.